# 活力
活力（拉丁語：Vis viva，意為「生命力」）是動能的歷史名詞，出現於早期描述能量守恆原理的公式。活力也是已知第一個被用來描述「動能」這個概念的名詞。